# 한국정보통신
한국정보통신은 신용카드 가맹점과 신용카드 발행회사를 온라인으로 연결, 카드 거래를 중계하고 수수료를 받는 사업을 영위하는 코스닥 상장기업이다. 매출구성은 신용카드 수수료 등이 97%, 신용카드 단말기 등이 2.5%, 기타 투자 수익 0.5% 가량으로 이루어진다. 1986년 설립된 회사로 1998년 1월 20일 코스닥 시장에 상장되었다.

## 테마
알리바바의 자회사인 '알리페이'와 업무 제휴를 맺은 적이 있으며, 이로 인해 알리바바가 나스닥에 상장을 하자 알리바바 테마주가 되어 가격제한폭까지 오른 일이 있다.

## 참고 문헌
1. ↑  하이쎌, 中 알리바바 테마주로 급등, 2014.09.22